# Дамдинбазарин Цогтбаатар
Дамдинбазарин Цогтбаатар (нар. 2 січня 1988) — монгольський борець вільного стилю, срібний призер чемпіонату Азії, срібний призер чемпіонату світу серед військовослужбовців.

## Життєпис
Боротьбою почав займатися з 2004 року. У 2007 році став чемпіонату Азії серед юніорів. Наступного року завоював бронзові медалі чемпіонату Азії та чемпіонату світу серед юніорів.
Тренер — Хосбаяр.

## Спортивні результати на міжнародних змаганнях

### Виступи на Чемпіонатах Азії
| Змагання                       | Збірна   | Вагова категорія          | Місце  |
| ------------------------------ | -------- | ------------------------- | ------ |
| Чемпіонат Азії з боротьби 2009 | Монголія | вільна боротьба, до 55 кг | 10     |
| Чемпіонат Азії з боротьби 2011 | Монголія | вільна боротьба, до 55 кг | 5      |
| Чемпіонат Азії з боротьби 2014 | Монголія | вільна боротьба, до 57 кг | Срібло |

### Виступи на Азійських іграх
| Змагання           | Збірна   | Вагова категорія          | Місце |
| ------------------ | -------- | ------------------------- | ----- |
| Азійські ігри 2010 | Монголія | вільна боротьба, до 55 кг | 5     |

### Виступи на Кубках світу
| Змагання                    | Збірна   | Вагова категорія          | Місце |
| --------------------------- | -------- | ------------------------- | ----- |
| Кубок світу з боротьби 2015 | Монголія | вільна боротьба, до 57 кг | 6     |
| Кубок світу з боротьби 2022 | Монголія | команда                   | 5     |

### Виступи на Чемпіонатах світу з боротьби серед військовослужбовців
| Змагання                                                  | Збірна   | Вагова категорія          | Місце  |
| --------------------------------------------------------- | -------- | ------------------------- | ------ |
| Чемпіонат світу з боротьби серед військовослужбовців 2014 | Монголія | вільна боротьба, до 57 кг | Срібло |

### Виступи на Всесвітніх іграх військовослужбовців
| Змагання                                | Збірна   | Вагова категорія          | Місце |
| --------------------------------------- | -------- | ------------------------- | ----- |
| Всесвітні ігри військовослужбовців 2015 | Монголія | вільна боротьба, до 57 кг | 7     |

### Виступи на інших змаганнях
| Змагання                                                     | Збірна   | Вагова категорія          | Місце  |
| ------------------------------------------------------------ | -------- | ------------------------- | ------ |
| Турнір Дмитра Коркіна 2009                                   | Монголія | вільна боротьба, до 55 кг | Бронза |
| Кубок Президента Бурятської Республіки з боротьби 2011       | Монголія | вільна боротьба, до 55 кг | Золото |
| Кубок Тахті 2011                                             | Монголія | вільна боротьба, до 55 кг | 5      |
| Турнір Дмитра Коркіна 2011                                   | Монголія | вільна боротьба, до 55 кг | Срібло |
| Олімпійський кваліфікаційний турнір з боротьби 2012 (Астана) | Монголія | вільна боротьба, до 55 кг | Бронза |
| Гран-прі «Іван Яригін» 2013                                  | Монголія | вільна боротьба, до 60 кг | 11     |
| Кубок Президента Бурятської Республіки з боротьби 2013       | Монголія | вільна боротьба, до 60 кг | 5      |
| Відкритий чемпіонат Монголії з боротьби 2013                 | Монголія | вільна боротьба, до 60 кг | Срібло |
| Гран-прі Німеччини з боротьби 2013                           | Монголія | вільна боротьба, до 60 кг | Бронза |
| Гран-прі «Іван Яригін» 2014                                  | Монголія | вільна боротьба, до 57 кг | 21     |
| Золотий Гран-прі з боротьби 2014 (Париж)                     | Монголія | вільна боротьба, до 57 кг | Золото |
| Турнір Яшара Догу 2014                                       | Монголія | вільна боротьба, до 61 кг | 32     |
| Гран-прі Німеччини з боротьби 2014                           | Монголія | вільна боротьба, до 57 кг | Бронза |
| Гран-прі «Іван Яригін» 2015                                  | Монголія | вільна боротьба, до 57 кг | 5      |
| Турнір Олександра Медведя 2015                               | Монголія | вільна боротьба, до 57 кг | 32     |
| Кубок Президента Бурятської Республіки з боротьби 2015       | Монголія | вільна боротьба, до 57 кг | Золото |
| Турнір Дана Колова — Николи Петрова 2016                     | Монголія | вільна боротьба, до 57 кг | 5      |
| Турнір Яшара Догу 2016                                       | Монголія | вільна боротьба, до 57 кг | Срібло |
| Відкритий чемпіонат Монголії з боротьби 2016                 | Монголія | вільна боротьба, до 57 кг | Срібло |
| Гран-прі «Іван Яригін» 2018                                  | Монголія | вільна боротьба, до 65 кг | 5      |

### Виступи на змаганнях молодших вікових груп
| Змагання                                      | Збірна   | Вагова категорія          | Місце  |
| --------------------------------------------- | -------- | ------------------------- | ------ |
| Чемпіонат Азії з боротьби серед юніорів 2007  | Монголія | вільна боротьба, до 50 кг | Золото |
| Чемпіонат Азії з боротьби серед юніорів 2008  | Монголія | вільна боротьба, до 55 кг | Бронза |
| Чемпіонат світу з боротьби серед юніорів 2008 | Монголія | вільна боротьба, до 55 кг | Бронза |